# Michael Basse

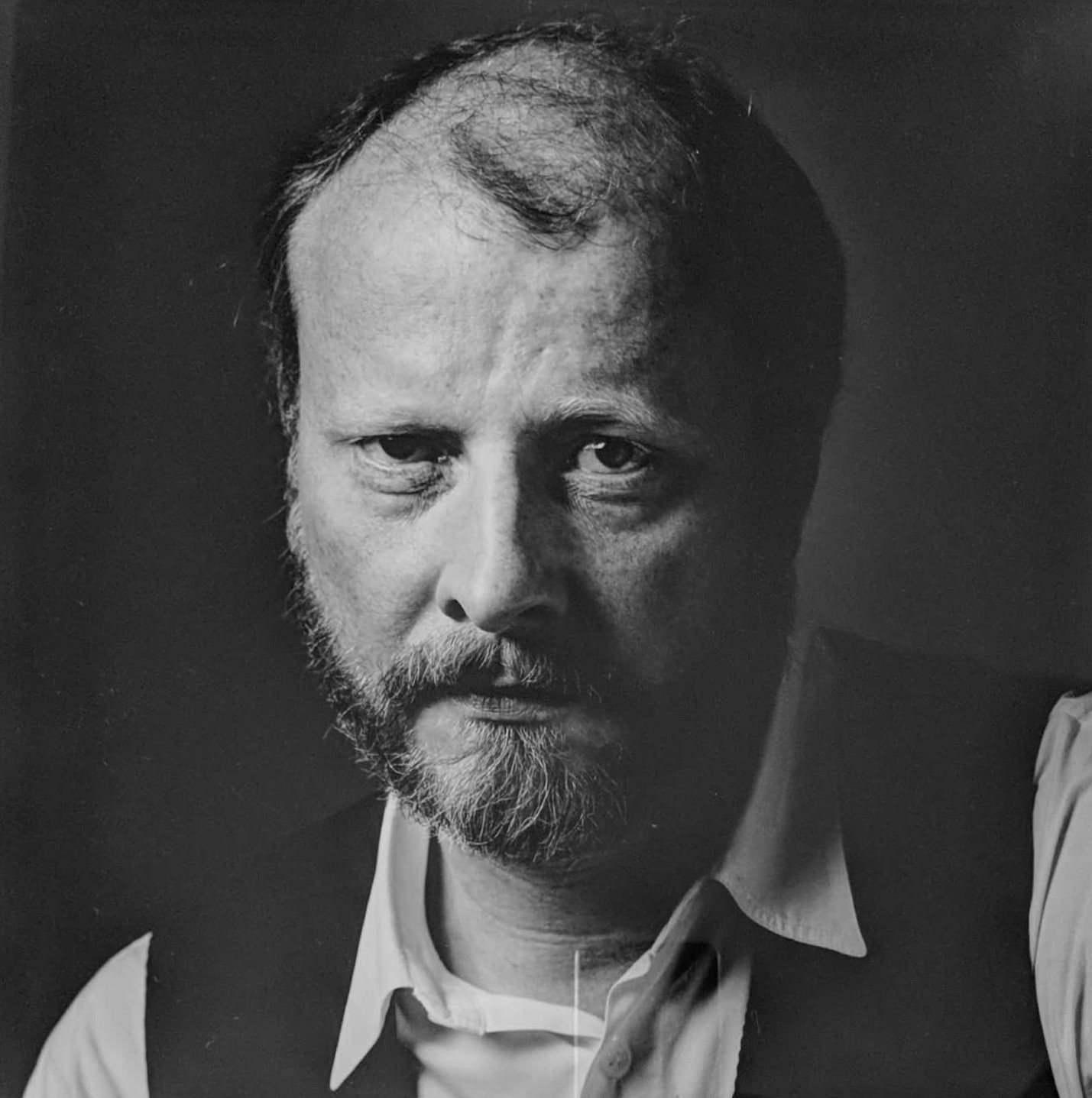
Michael Basse

Michael Basse (14 de abril de 1957, Bad Salzuflen) es un escritor alemán. Ha publicado novelas, poemas, ensayos y audiolibros, así como poesía traducida del inglés, francés y búlgaro (incluidos John F. Deane, Blaga Dimitrova y Ljubomir Nikolov).

## Biografía
Basse creció en Renania del Norte-Westfalia, Baja Sajonia y Baden-Wurtemberg. En 1984 se mudó a Múnich y comenzó a estudiar filosofía en el LMU, donde se graduó en 1990 con una maestría. En 1984, Basse fue uno de los cofundadores de la Oficina de Literatura de Múnich, en cuya junta directiva trabajó durante cuatro años.
En los años 90 y 2000, Basse presentó a numerosos autores en el Gabinete de Poesía de Múnich, por ejemplo Anise Koltz y Jean Portante, Eva Hesse y Mary de Rachewiltz, hija y editora de las obras de Ezra Pound. Desde 1993 hasta 2015, Basse trabajó como freelance en el Departamento de Crítica Cultural de Radiodifusión Bávara.
De 1994 a 1999 escribió regularmente reseñas literarias para la sección de arte de Süddeutsche Zeitung. 
Desde 2015 es un escritor independiente.

## Obra literaria
Con su primera obra Y por la mañana todavía hay noticias (1992, 1994/2), fue calificado como "un poeta lírico poderoso que mira las partículas de la realidad debajo de la lupa". La primera colección de poemas de Basse todavía estaba fuertemente influenciada por su antiguo mentor, Johannes Poethen; a pesar de ello, se observó que "no abandona el ritmo y la estrofa, sino que permanece siempre en el terreno de lo cotidiano, hechos".
El segundo volumen de poesía de Basses fue criticado como "una especie de cartografía poética". En La conquista no tiene lugar (1997) por primera vez usa la forma de un poema en prosa. La pintura, la danza y la música también se incluyen repetidamente en los poemas.
Su tercera colección de poemas Sentimientos partisanos (2004) en una forma que él llamó protocolos líricos: textos o actos de habla completamente sintetizados que combinan diferentes niveles de discurso y realidad.
Después de otro volumen de poemas en prosa (Hombres esplendidos, 2008), Basse regresó en su quinto libro de poesías, Skype conectado (2010), a formas de poemas más cortos, que se acercan al lenguaje cotidiano hablado.
En 2010, Basses publicó su primera novela, Carrera, en la que trató críticamente a la izquierda durante los años 80 y 90.
En 2016 publicó su segunda novela, Zona americana, que presenta la problemática de las relaciones germano-americanas.
Los poemas de Michael Basse se han traducido a varios idiomas, entre ellos el inglés, húngaro y holandés.